# Carolus Cergoly
Carolus Luigi Cergoly, propr. Carlo Luigi Cergoly Serini (Zriny) (Trieste, 20 settembre 1908 – Trieste, 4 maggio 1987), è stato un poeta e giornalista italiano, di origine giuliana.

## Biografia e carriera
Negli anni venti del XX secolo, in pieno clima futurista, fonda il Circolo del Magalà, che organizza spettacoli al Circolo della Marina Mercantile di Palazzo Reineld, per un pubblico limitato.
Il suo esordio letterario avviene qualche anno dopo con la raccolta poetica Maaagaalà (Quaderni futuristi 1, Casa d'Arte Bruno Rigo Editore, Trieste 1928) edita con lo pseudonimo Sempresù. Successivamente pubblica la raccolta in dialetto veneto Prime fogie (Delfino, Trieste 1931). Seguono Dentro de mi (Gabbiano, Trieste 1938) e Poesie a Barbara (Renato Fortuna, Trieste 1943) in tiratura limitata a sole cinquanta copie. È autore di scritti e articoli teatrali e cinematografici presso riviste di settore, nonché bozzettista e regista di commedie da lui dirette e allestite.
Nel 1940 è iscritto come ufficiale nei ruoli della Croce Rossa Italiana, e nel 1942 viene distaccato in Ucraina, durante la Campagna di Russia. Nell'anno successivo è congedato e già nell'agosto del 1944 raggiunge i partigiani; dapprima il gruppo "Giustizia e Libertà", poi la Brigata garibaldina "Fontanot", aggregata al IX Corpus jugoslavo.
Nel 1945 diventa redattore capo del giornale Il Nostro Avvenire. Nell'immediato dopoguerra è socio fondatore, nonché direttore artistico e letterario, del quotidiano democratico indipendente Il Corriere di Trieste, cui rimane legato sino al 1953.
Nel maggio del 1959, apre la Galleria dei Rettori inaugurata  con una mostra personale del pittore, allora esordiente, Pietro Grassi, dove organizza incontri culturali e mostre di artisti locali come Eleonor Fini, Gianni Brumatti, Ugo Carrà e Maria Lupieri.
Nel 1970 pubblica Ke se poesi, con la raccolta Il Portolano di Carolus. Poesie in lessico triestino. Due anni dopo edita I canti clandestini. Nove poesie in lessico triestino, ispirate alla guerra partigiana e alla deportazione degli ebrei. Nel 1973 cede la Galleria e pubblica Hohò Trieste. Ballatetta in lessico triestino, cui segue l'anno dopo Inter pocula. Poesie segrete triestine.
Uno scritto di Pier Paolo Pasolini su Il Tempo lo presenta alla critica italiana (i suoi libri contano le recensioni di Andrea Zanzotto e Giovanni Giudici), e pubblica nel 1976 presso Guanda, auspice Giovanni Raboni, la raccolta di versi Ponterosso. Poesie mitteleuropee in lessico triestino, con il quale supera l'ambito triestino e raggiunge il pubblico nazionale. Ottiene però, già settantenne, la piena notorietà col romanzo Il complesso dell'Imperatore. Collages di fantasie e memorie di un mitteleuropeo, pubblicato da Arnoldo Mondadori Editore nel 1979, che stamperà lo stesso anno, dopo il successo di pubblico (ma non di critica) del romanzo, la raccolta completa delle sue poesie, col titolo di Latitudine nord, nella collana Lo Specchio, con prefazione di Giovanni Giudici. Nel 1982 pubblica la raccolta di poesie Opera 79 in sostantivo Amore per le Edizioni S. Marco dei Giustiniani di Genova.
Nello stesso anno, per Bompiani, esce il racconto Il pianeta Trieste, incorporato nel libro Trieste provincia imperiale, splendore e tramonto del porto degli Asburgo (con F. Fölkel).
Nel 1984 esce, sempre per Mondadori, il secondo romanzo Fermo là in poltrona. Ovvero i teatri della memoria per trastullarsi e fantasticare, scritti da un mitteleuropeo.
Un giorno prima della morte, il 3 maggio 1987, vide stampato il suo ultimo romanzo L'allegria di Thor. Diario intimo con inchiostri di più colori del mitteleuropeo barone Heinrich Edling von Boffa.

## Opere
- Carolus L. Cergoly, Ponterosso. Poesie mitteleuropee in lessico triestino, Trieste 2006